# Équipe du Costa Rica des moins de 20 ans de football
Maillots
L'équipe du Costa Rica des moins de 20 ans est une sélection de joueurs de moins de 20 ans au début des deux années de compétition placée sous la responsabilité de la Fédération du Costa Rica de football. Son meilleur résultat en Coupe du monde est quatrième place obtenue en 2009.
Le Costa Rica a remporté à deux reprises le championnat de la CONCACAF des moins de 20 ans.

## Parcours en Championnat de la CONCACAF des moins de 20 ans
- 1962 : Quatrième
- 1964 : Non qualifié
- 1970 : Non qualifié
- 1973 : Non qualifié
- 1974 : Premier tour
- 1976 : Non qualifié
- 1978 : Quatrième
- 1980 : Premier tour
- 1982 : Quatrième
- 1984 : Deuxième tour
- 1986 : Non qualifié
- 1988 :  Vainqueur
- 1990 : Premier tour
- 1992 : Premier tour
- 1994 :  Finaliste
- 1996 : Quatrième
- 1998 : Tour finale
- 2001 : Tour finale
- 2003 : Premier tour
- 2005 : Tour finale
- 2007 : Tour finale
- 2009 :  Vainqueur
- 2011 :  Finaliste
- 2013 : Quart de finale
- 2015 : Non qualifié
- 2017 : Quatrième
- 2018 : Tour finale
- 2022 : Quarts de finale

## Parcours en Coupe du monde des moins de 20 ans
- 1977 : Non qualifié
- 1979 : Non qualifié
- 1981 : Non qualifié
- 1983 : Non qualifié
- 1985 : Non qualifié
- 1987 : Non qualifié
- 1989 : Premier tour
- 1991 : Non qualifié
- 1993 : Non qualifié
- 1995 : Premier tour
- 1997 : Premier tour
- 1999 : Premier tour
- 2001 : Huitième de finale
- 2003 : Non qualifié
- 2005 : Non qualifié
- 2007 : Premier tour
- 2009 : Quatrième
- 2011 : Huitième de finale
- 2013 : Non qualifié
- 2015 : Non qualifié
- 2017 : Huitième de finale
- 2019 : Non qualifié
- 2023 : Non qualifié

## Palmarès
- Championnat CONCACAF des moins de 20 ans :
  - Vainqueur (2) : 1988, 2009.
- Coupe du monde de football des moins de 20 ans :
  - Quatrième (1) : 2009.